# Hasley Canyon (Kalifornija)
Hasley Canyon je naseljeno područje za statističke svrhe u američkoj saveznoj državi Kalifornija. Prema popisu stanovništva iz 2010. u njemu je živjelo 1.137 stanovnika.